# Mini Trophy

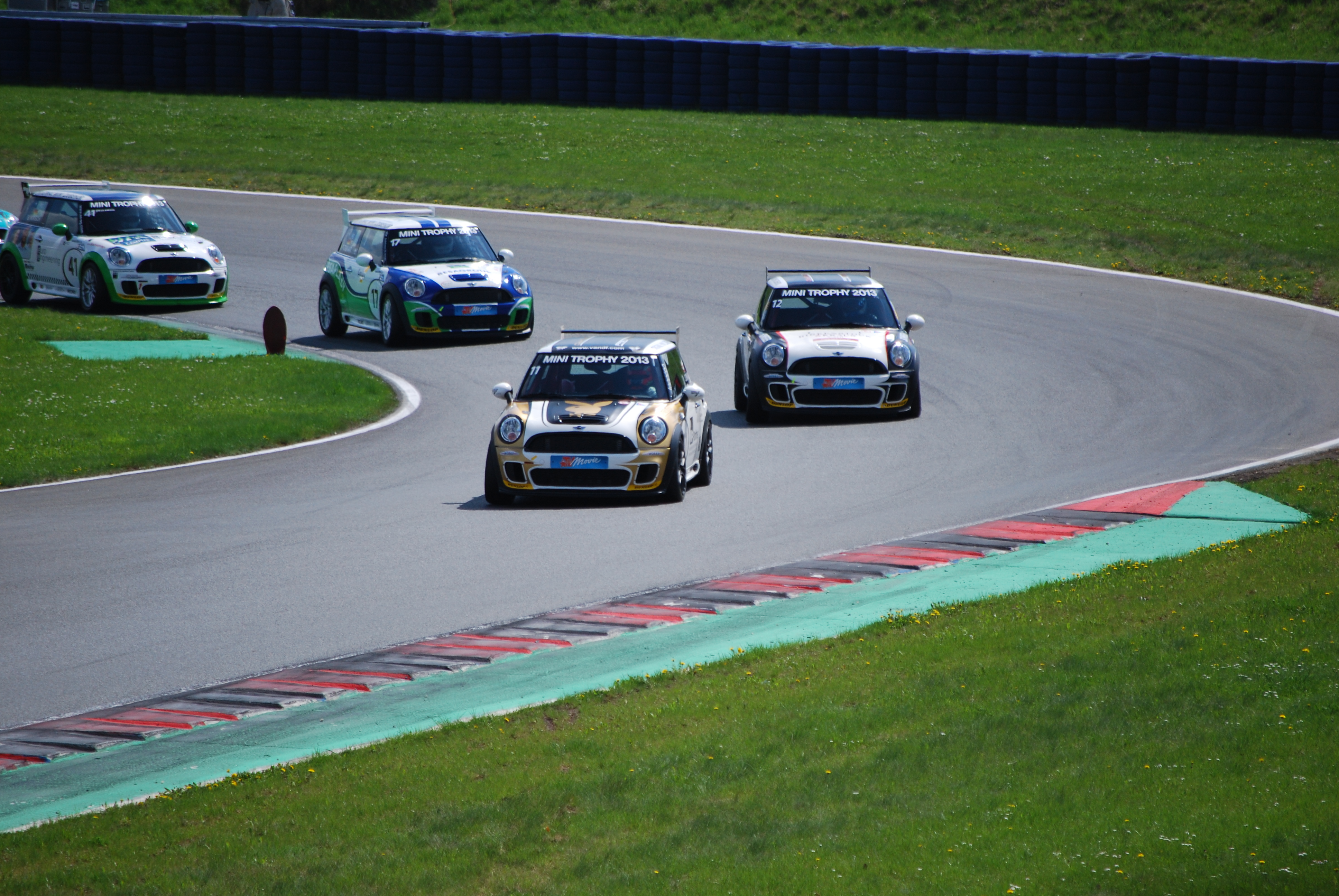
MINI Trophy Rennen 2 in Oschersleben 2013. #11 Jürgen Schmarl, #12 Andre Fleischmann, #17 Thomas Tekaat und #41 Steve Kirsch

Die MINI TROPHY war ein Markenpokal bzw. eine Motorsport-Rennserie, die 2012 und 2013 ausgetragen wurde. Die MINI TROPHY ist die Nachfolgemeisterschaft der Mini Challenge Deutschland.
Die Rennen fanden im Rahmen des ADAC Masters Weekend, 2013 ADAC GT Masters und weiteren unterschiedlichen Veranstaltungen statt, darunter Mini United als größtes MINI-Festival der Welt und das ADAC Zurich 24h-Rennen als die weltgrößte Motorsport Veranstaltung. In dem Markenpokal waren ausschließlich MINI John Cooper Works Challenge-Rennfahrzeuge zugelassen. Die Serie war als Breitensport und Nachwuchsserie angelegt.

## Geschichte
Die Rennserie wurde von der punktEins Service GmbH gründet und organisiert. Unterstützt wurde die Rennserie vom ADAC. Seit der ersten Saison 2012 konnte man die Mini Trophy live im Internet verfolgen. Die Rennserie wird 2014 nicht weitergeführt.

## Reglement

### Technisches
Zugelassen war nur das Modell MINI John Cooper Works Challenge mit 211 PS und einer Beschleunigung von 0 auf 100 in 6,1 Sekunden. Der Wagen kostete 41.930 € (ohne Mwst.) und konnte nicht für den öffentlichen Straßenverkehr zugelassen werden. Das Mindestgewicht des Rennwagens betrug 1170 kg inkl. Fahrer. BMW lieferte und testete das Fahrzeug. Um möglichst große Chancengleichheit zu gewähren, waren nur wenige Veränderungen am Wagen erlaubt. Motor, Getriebe und Turbolader waren mit Plomben gesichert, die nicht entfernt werden durften. Es durften keine Thermostate zusätzlich eingebaut werden. Die Rennreifen kamen von Dunlop.

### Technische Daten
- Zylinder / Hubraum: 4 / 1.598 cm³
- Nennleistung bei 1/min (in kW): 155 kW (211 PS)
- Max. Drehmoment: 260 Nm
- Höchstgeschwindigkeit: 240 km/h
- Beschleunigung 0–100 km/h: 6,1 s
- Verzögerung 100–0 km/h: 3,1 s / 31 m
- Abmessungen (L × B × H): 3.798 × 1.683 × 1.446 mm
- Radstand: 2.467 mm
- Mindestgewicht: 1.170 kg (inkl. Fahrer)
- Leistungsgewicht: 5,09 kg/PS

### Sportliches
Das Mindestalter für die Teilnahme war 18 Jahre. Der Serienbetreiber konnte jedoch 17-jährige Starter in Form einer Ausnahmeregelung zulassen. Teilnahmeberechtigt waren Fahrer mit einer gültigen nationalen A-Lizenz für alle vom DMSB genehmigten Veranstaltungen bzw. einer internationalen B- oder C-Fahrerlizenz des DMSB oder einer anderen der FIA angeschlossenen nationalen Sportbehörde für alle anderen Veranstaltungen, die bei der MINI TROPHY-Organisation gemäß den Einschreibebedingungen eingeschrieben waren und die Einschreibegebühren entrichtet hatten. Am Rennwochenende gab es im Allgemeinen ein Freies Training, ein Zeittraining und zwei Rennen zu je 30 Minuten Länge. Eine Ausnahme gab es beim 24-Stunden-Rennen, bei dem nur ein Wertungslauf ausgetragen wurde. Wegen der Chancengleichheit ergab sich die Startaufstellung für den zweiten Wertungslauf aus dem Ergebnis des ersten, wobei die ersten sechs Fahrer in umgekehrter Reihenfolge ins zweite Rennen starteten. Die Rennen wurden üblicherweise durch einen stehenden Start begonnen.

### Punktevergabe
Für die Plätze 1 bis 20 wurden die Punkte in folgender Reihenfolge vergeben:
| Position | 1. | 2. | 3. | 4. | 5. | 6. | 7. | 8. | 9. | 10. | 11. | 12. | 13. | 14. | 15. | 16. | 17. | 18. | 19. | 20. |
| -------- | -- | -- | -- | -- | -- | -- | -- | -- | -- | --- | --- | --- | --- | --- | --- | --- | --- | --- | --- | --- |
| Punkte   | 30 | 24 | 20 | 17 | 16 | 15 | 14 | 13 | 12 | 11  | 10  | 9   | 8   | 7   | 6   | 5   | 4   | 3   | 2   | 1   |

## Preisgeld
Es standen für die Zweikämpfe um die Spitze insgesamt 8.000 Euro in Sachpreise und Preisgelder für Fahrer und Teams zur Verfügung. Der Gesamtsieger bekam einen Mini John Cooper Works. 

### Jahreswertung
| Platzierung | 1    | 2       | 3       | 4       | 5       | 6       | 7       | 8       | 9       | 10     |
| Preisgeld   | Mini | 5.000 € | 4.000 € | 3.500 € | 3.000 € | 2.500 € | 2.000 € | 1.500 € | 1.000 € | 0500 € |

### Gentleman-/ Rookie-Wertung
| Platzierung | 1       | 2       | 3      |
| Preisgeld   | 1.500 € | 1.000 € | 0500 € |

### Teamwertung
| Platzierung | 1    | 2    | 3    |
| Preisgeld   | 50 % | 30 % | 20 % |

## Rennstrecken
Die Saison 2012 wurde auf den Rennstrecken Oschersleben, Le Castellet, Sachsenring, Red Bull Ring, Lausitzring, Nürburgring und Hockenheimring ausgetragen. 
In der Saison 2013 wurde auf den Rennstrecken Motorsport Arena Oschersleben, Nordschleife, Sachsenring, Nürburgring, Red Bull Ring, Lausitzring und Hockenheimring gefahren.

## Gesamtsieger
| Jahr | Meister        | Zweiter        | Dritter        | Rookie | Gentleman    | Team              |
| ---- | -------------- | -------------- | -------------- | ------ | ------------ | ----------------- |
| 2012 | Jürgen Schmarl | Thomas Tekaat  | Stephanie Halm | –      | Ralf Martin  | Gigamot I         |
| 2013 | Thomas Tekaat  | Jürgen Schmarl | Steve Kirsch   | –      | Steve Kirsch | Team Fast Forward |